# Sportina 680
Die Sportina 680 ist ein 6,80 Meter langes Segelboot.
Die Sportina 680 wird wie ihre Schwestern in der Werft Sportlake in Olecko (Polen) gebaut. Sie ist die Erste einer Baureihe, die im Laufe der Jahre um eine 600er, eine 730er, 760er und eine 860er erweitert wurde. Der Rumpf und Deck bestehen aus glasfaserverstärktem Kunststoff (GfK) und werden im Handauflegeverfahren hergestellt. Die Sportina 680 eignet sich typischerweise zum Segeln auf Binnen- und küstennahen Gewässern (Entwurfskategorie C). Sie ist unsinkbar und dank flachem Rumpf und Hubkiel kentersicher.
Die Segeleigenschaften der Sportina 680 sind für sportlich Ambitionierte ebenso ausgerichtet wie für Familiencrews. Der Tiefgang beträgt bei aufgeholtem Hubkiel weniger als 30 cm. Hierunter leidet systemimmanent zwar die Kursstabilität und das Krängungsverhalten, ein optional erhältlicher Niro-Kiel mit tiefem Bleiballast hilft allerdings, trotz wenig Tiefgang bereits relativ stabil zu segeln.
Eine Mastlegevorrichtung und die Trailerbarkeit mit einem Mittelklasse-PKW erlauben es die Sportina 680 einfach zu transportieren.
Kleine Änderungen hat es während der Bauzeit am Riss gegeben. Das Deck wurde etwas rundlicher, die Fallenumlenkung leicht korrigiert und die hohe Kante nach achtern (hinten) verlängert, was das Sitzen auf der Spi-Winsch überflüssig machte.
Die Sportina 680 ist auch unter den älteren Bezeichnungen Pretty 23, Caribu und Clever 23 bekannt.